# 威廉 (北部省)
威廉（法語：Willems，法語發音：[wilɛm]）是法国上法蘭西大區北部省的一个市镇，属于里尔区和里尔欧洲都会区。

## 地理
威廉（50°37'55"N, 3°14'18"E）面积5.8 平方千米，位于法国上法蘭西大區北部省，该省份为法国最北部的省份及最长的省份，西北濒北海，西接加来海峡省，南至埃纳省和索姆省，东与比利时接壤。
与威廉接壤的市镇（或旧市镇、城区）包括：阿斯克新城、拜雪、谢朗、萨伊莱拉努瓦、图尔奈。
威廉的时区为UTC+01:00、UTC+02:00（夏令时）。

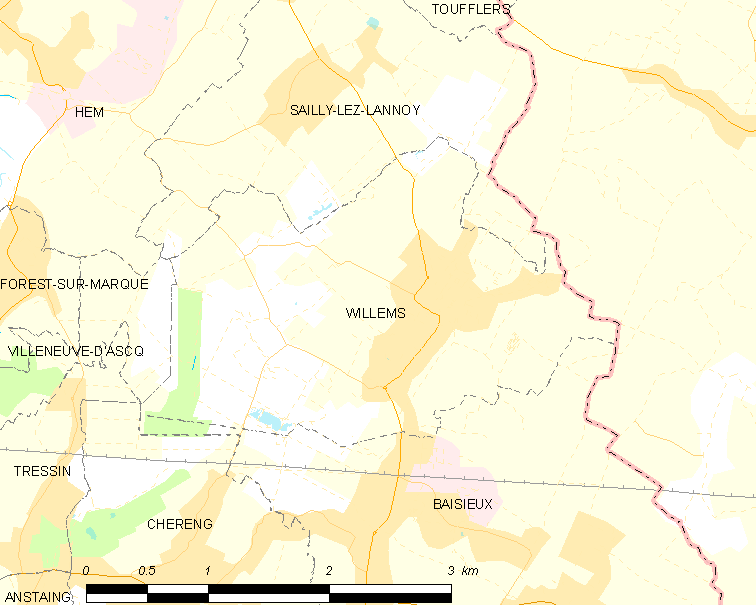
威廉的OSM定位图

## 行政
威廉的邮政编码为59780，INSEE市镇编码为59660。

## 政治
威廉所属的省级选区为阿斯克新城县。

## 人口

1962-2008年间威廉人口变化图示

威廉于2022年1月1日时的人口数量为2969人。